# Cime
Cime o Cumas (en griego Κύμη/Kumê; en latín Cyme) era un ciudad griega de Asia Menor, en la costa de Eólida, a 40 km al norte de Esmirna, a orillas del golfo Elaítico. Tenía próximas las ciudades de Temnos, Egas y Focea y llegó a ser la ciudad eolia más importante de Asia Menor. Estaba situada entre las desembocaduras de los ríos Hermo y Caico, en la costa opuesta de la parte sur de Lesbos y bien comunicada por vía terrestre con Sardes. El topónimo es Κύμη, ἡ, y el gentilicio es Κυμαîος, “cimeos”. Sus restos se localizan en la actual Nemrut Limanı, en el distrito de Aliağa (Turquía).

## Tradiciones sobre su fundación
Según la mitología, Pélope la fundó durante su camino de regreso del Peloponeso. Su nombre provendría del de una amazona, de ahí su sobrenombre de Amazoneion. Según Estrabón, la ciudad fue fundada por griegos originarios del monte Fricio, en Lócride, cerca de las Termópilas, que encontraron en la región a pelasgos que, aunque habían sufrido grandes daños en la guerra de Troya, poseían la ciudad de Larisa Fricónide. Tras levantar una fortaleza llamada Neontico, tomaron Larisa y fundaron Cime.

## Historia
Fue una de las treinta ciudades eolias, y llegó a ser considerada la más antigua y la de mayor rango junto con Mitilene, polis de la isla de Lesbos.
Fue sometida por los persas después del 540 a. C., por el tirano Aristágoras, vasallo de los persas, del que Heródoto dice que, durante la expedición persa contra los escitas, fue uno de los tiranos que votó en contra de destruir un puente del Danubio, que era lo que pretendían los escitas y Milcíades de Atenas para dejar al rey persa aislado al otro lado. (Cf. Campaña persa contra los escitas).
Ocupada por los persas, se sublevó en el 499 a. C., contra ellos, en la revuelta jónica y derrocaron al tirano Aristágoras, al que dejaron marchar sin hacerle nada.
Cime fue reconquistada por los persas y estuvo gobernada por Sandocas, hijo de Tamasio, en tiempos de la expedición de Jerjes I de Persia a Grecia. Heródoto añade que Sandocas capitaneó quince naves de la flota aqueménida.
La flota persa que pudo escapar de Salamina invernó en Cime. Tras la victoria de Mícala, formó parte de la Liga de Delos a partir de 452/451 a. C., a la que pagaba un phoros anual de 12 talentos en los primeros años, en 448/447 a. C. fue reducido a 9. Permaneció fiel a Atenas hasta 412 a. C. En 412 a. C. unos 50 hoplitas ayudaron a los espartanos y metimneos contra los atenienses y los mitileneos. En el año 408 a. C. los cimeos enviaron una embajada a Atenas para acusar a Alcibíades de haber saqueado su ciudad, aliada de la ciudad ática.
Era la base aqueménida del mar Egeo más cercana al Helesponto, y perteneció al Imperio aqueménida hasta la época de Alejandro Magno. Después de la derrota del seléucida Antíoco III el Grande en el 189 a. C. la ciudad se alió con Roma, y en el 187 a. C. quedó como ciudad libre de impuestos, pero durante el siglo II a. C. fue incluida en la provincia romana de Asia. 
En tiempos del emperador romano Tiberio, en el siglo I, fue destruida por un terremoto, pero siguió existiendo como ciudad durante todo el Imperio romano. Durante el Imperio bizantino era sede de un obispado. Después ya no vuelve a ser mencionada.
En Cime nació el historiador Éforo. Hesíodo la cita como el lugar del que era originario su padre, e incluso otras fuentes como la Suda o Esteban de Bizancio dicen que el mismo Hesíodo era de Cime. Existía una tradición según la cual también se consideraba a Cime como el lugar de nacimiento de Homero.